# أغسطس تشارلز بوجن
أغسطس تشارلز بوجن (بالفرنسية: Auguste Charles Pugin)‏ هو مصمم ومهندس معماري فرنسي، ولد في 1762 في باريس في فرنسا، وتوفي في 19 ديسمبر 1832 في لندن في المملكة المتحدة.

## وصلات خارجية
- أغسطس تشارلز بوجن على موقع الموسوعة البريطانية (الإنجليزية)